# Manfred Schmitz-Kaiser
Manfred Schmitz-Kaiser (* 12. Juli 1951 in Berlin) ist ein deutscher Bankmanager. Von 1. August 2012 bis zum 31. Mai 2015 war er stellvertretender Vorsitzender des Vorstands der L-Bank, der Staatsbank für Baden-Württemberg.

## Leben
Manfred Schmitz-Kaiser studierte Rechtswissenschaften und Volkswirtschaftslehre an der Universität Tübingen und schloss beide juristische Staatsexamina jeweils als Landesbester seines Jahrgangs ab. Von 1981 bis 1985 arbeitete er dort und in Stuttgart freiberuflich als Rechtsanwalt mit dem Schwerpunkt Wirtschaftsrecht. Parallel dazu promovierte er 1984 an der Universität Tübingen zum Dr. jur.
Im Jahr darauf trat er in den höheren Dienst der Steuerverwaltung des Landes Baden-Württemberg ein. Zunächst war er im Finanzamt, später im Finanzministerium Baden-Württemberg tätig, zuletzt als Regierungsdirektor und stellvertretender Referatsleiter in der Steuerabteilung.
1991 wechselte Schmitz-Kaiser zur L-Bank. Als Direktor und Leiter der Rechtsabteilung trug er von 1991 bis 1994 die Verantwortung für sämtliche Rechtsangelegenheiten der L-Bank und ihrer Tochtergesellschaften. Unter anderem erarbeitete er die juristischen und organisatorischen Grundlagen der Trennung des Markt- und Fördergeschäfts innerhalb der L-Bank. Darüber hinaus wurde unter seiner Regie der rechtliche Rahmen für die Gründung der Sächsischen Aufbaubank in Dresden abgesteckt.
1994 wurde der damals 42-Jährige zum Bankdirektor mit Generalvollmacht ernannt. Zunächst leitete er von 1994 bis 1996 die Personalabteilung, seit 1996 stand er an der Spitze der Abteilung Wirtschaftsförderung I. Er war vor allem für das so genannte Obligogeschäft in wirtschaftlich schwierigen Fällen verantwortlich, wenn Geschäftsbanken die Kreditrisiken nicht ohne Beteiligung einer Förderbank übernehmen wollten. Darüber hinaus gehörten die Bewilligung und Verwaltung von Krediten, Bürgschaften und Garantien im Rahmen staatlicher und bankeigener Förderprogramme zu seinem Aufgabengebiet. Innerhalb der L-Bank setzte er sich intensiv für den Aufbau des neuen Geschäftsfeldes Risikokapital ein, und durch seine Mitarbeit in landesweiten Arbeitskreisen trug er zur erfolgreichen Bankenfusion in Baden-Württemberg bei.
Zum 1. Juni 2000 wurde er in den Vorstand der L-Bank berufen. Vom 1. August 2012 bis 31. Mai 2015 war er stellvertretender Vorsitzender des Vorstands. Er leitete bis zum Schluss den Geschäftsbereich mit den Schwerpunkten Wirtschaftsförderung, Wohnraum, Infrastruktur, Umwelt und Landwirtschaft, sowie weiterhin die Bereiche Unternehmenskunden, Kreditbetreuung Unternehmenskunden, Personal sowie Recht. Hinzu kamen die Eigenkapitalfinanzierung und das Rumänische Verbindungsbüro.
Auch über seine beruflichen Verpflichtungen hinaus unterstützt Manfred Schmitz-Kaiser die Mittelstandsförderung des Landes Baden-Württemberg: als stellvertretender Vorsitzender des Aufsichtsrats der Tourismus-Marketing GmbH Baden-Württemberg, als Mitglied der Aufsichtsräte der Mittelständischen Beteiligungsgesellschaft Baden-Württemberg GmbH, von Baden-Württemberg International und der BIOPRO Baden-Württemberg GmbH, als Mitglied des Börsenrats der Baden-Württembergischen Wertpapierbörse und des Kuratoriums der Steinbeis-Stiftung für Wirtschaftsförderung.
Seit 31. Januar 2003 ist Manfred Schmitz-Kaiser Honorarkonsul von Rumänien für Baden-Württemberg. Er ist außerdem seit Mai 2012 Honorarprofessor an der Karlshochschule International University (Karlsruhe).

## Auszeichnungen
- 2010: Ehrenmitglied der juristischen Vereinigung Phi Delta Phi[4]
- 2012: Honorarprofessor der Karlshochschule International University[5]
- 2013: Rumänischer Verdienstorden für Industrie und Handel[6]